# Philoliche pamelae
Philoliche pamelae är en tvåvingeart som beskrevs av Travassos Santos Dias 1991. Philoliche pamelae ingår i släktet Philoliche och familjen bromsar.
Artens utbredningsområde är Seychellerna. Inga underarter finns listade i Catalogue of Life.